# Pablo Zibes
Pablo Zibes (Buenos Aires, 1971) és un actor i mim argentí. Després de completar la seva formació en art dramàtic, entre d'altres a l'Escola Municipal d'Art Dramàtic (EMAD) de Buenos Aires, Zibes es va especialitzar en pantomima. Va ampliar els seus estudis a través de diversos cursos a l'Argentina i a Europa, incloent-hi la prestigiosa Scuola Teatro Dimitri. Durant un viatge per Europa i Àsia, va adquirir una àmplia experiència com a mim i artista de carrer, perfeccionant la seva capacitat d'improvisació i interacció amb el públic.
El seu treball es centra principalment en els walk acts, i es pot veure en diversos festivals, fires, actuacions televisives i altres esdeveniments.
Des del 2024, col·labora amb el mag Marco Miele a l'espectacle "PantoMagic", una fusió innovadora de pantomima i màgia.
Pablo Zibes viu a Stuttgart.

## Premis
- 1999: Festival Koblenz[8]
- 2000: Bochumer Kleinkunstpreis[9]
- 2003: Festival Grazie Mantua